# 량시구

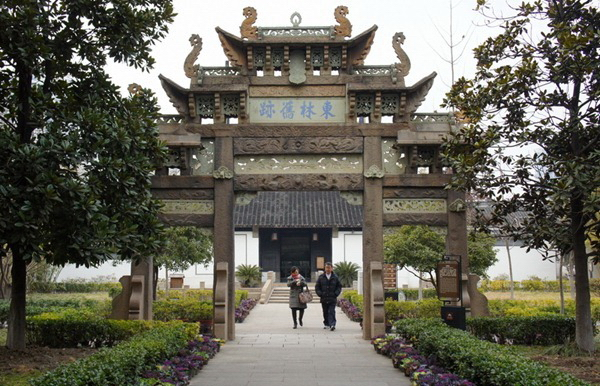
동림서원(東林書院)

량시구(한국어: 양계구, 중국어: 梁溪区, 병음: Liángxī Qū)는 중화인민공화국 장쑤성 우시 시의 현급 행정 구역으로 면적은 71.5km2, 인구는 770,000명(2015년 기준)이다. 2015년 10월 충안 구, 난창 구, 베이탕 구가 하나로 통합되면서 신설되었다.

## 행정 구역
17개 가도를 관할한다.
- 가도: 崇安寺街道, 通江街道, 广瑞路街道, 上马墩街道, 江海街道, 广益街道, 迎龙桥街道, 南禅寺街道, 清名桥街道, 金星街道, 金匮街道, 扬名街道, 黄巷街道, 山北街道, 北大街街道, 惠山街道, 五河街道

## 난창지에
남장가(난창지에,南长街)는 우시시 량시구에 있는 운하도시이다. 관광명소로도 잘 알려져있다. 한편 남선사도 관내에 위치하고있다.

## 같이 보기
- 타이후
- 빈후구